# Marca (jornal)
O Marca é um jornal esportivo diário espanhol, com circulação nacional, todavia com leitores de toda a comunidade de falantes do castelhano Hoje em dia conta com publicações em diversos idiomas, entre eles o português brasileiro e a língua inglesa. O jornal cobre principalmente o futebol, em especial as atividades do dia-a-dia dos três grandes clubes espanhóis. Real Madrid Club de Fútbol, Futbol Club Barcelona e Club Atlético de Madrid. O jornal possui uma média de 2.500.000 leituras diárias, a maior para qualquer jornal espanhol.
Possuía uma versão no Brasil, o Marca.br.

## Publicação
O periódico Marca teve seu nascedouro como semanário gráfico na cidade de San Sebastián, no País Basco, em 1938. Sua criação foi idealizada por Manuel Fernández Cuesta, com o objetivo de fundar uma revista esportiva em um momento marcado pela ausência de atividades desportivas. Naquele período, a Guerra Civil Espanhola ainda se desenrolava, faltando apenas quatro meses para o seu término. O conflito bélico havia paralisado os eventos desportivos.
Décadas mais tarde, em 1942, tornou-se um jornal diário.